# Đậu bần
Đậu bần hay dây luồn hang, đậu mèo Hải Nam, móc mèo Hải Nam (danh pháp: Mucuna hainanensis) là một loài thực vật có hoa trong họ Đậu. Loài này được Hayata miêu tả khoa học đầu tiên.